# Apúlia e Fão
Apúlia e Fão (llamada oficialmente União das Freguesias de Apúlia e Fão) es una freguesia portuguesa del municipio de Esposende, distrito de Braga.

## Historia
Fue creada el 28 de enero de 2013 en aplicación de una resolución de la Asamblea de la República de Portugal promulgada el 16 de enero de 2013 con la unión de las freguesias de Apúlia y Fão, pasando su sede a estar situada en la antigua freguesia de Apúlia.

## Demografía
| Gráfica de evolución demográfica de Apúlia e Fão entre 2011 y 2021 |
|                                                                    |
| Datos según el nomenclátor publicado por el INE portugués.         |